# José Joaquim Pereira da Veiga
José Joaquim Pereira da Veiga, Foi um sacerdote Católico (Pirenópolis, 13 de maio de 1772 — Pirenópolis 11 de dezembro de 1840 )
Batizado em 21 de maio de 1772, ordenou-se no Rio de Janeiro, a 16 de  setembro de 1799, pelo Bispo Dom José Joaquim Justiniano Mascarenhas Castelo Branco, e retornou a Meia-Ponte, onde se dedicou ao ministério sacerdotal e ao magistério. Pelos seus merecimentos e grande cultura, foi governador da então Prelazia de Goiás e vigário da vara da Comarca de sua terra, em substituição do Vigário Joaquim Gonçalves Dias Goulão. Grande musicista, ministrou aulas de música a diversos meiapontenses e fundou a primeira orquestra de sua terra. Foi o 2º e 15º Imperador da Festa do Divino de Pirenópolis, sendo sepultado junto a porta (lado externo) principal da Matriz de Pirenópolis.